# Nicolae Ivan
Nicolae Ivan (Costanza, 13 gennaio 1975) è un ex nuotatore rumeno.
Ha fatto parte della Romania che ha partecipato ai Giochi di Atlanta 1996, gareggiando 100 metri sl e nella Staffetta 4x100m sl.
Ha vinto 1 bronzo nei Campionati mondiali di nuoto in vasca corta del 1995 ed 1 bronzo ai Campionati europei di nuoto in vasca corta del 1996